# Фрево
Фрево (frevo) — это танцевальный и музыкальный стиль, происходящий из Ресифи, штат Пернамбуку, Бразилия, который традиционно ассоциируется с бразильским карнавалом. Слово фрево (frevo) происходит от слова frever, вариант португальского слова ferver (кипятить). Говорят, что звук фрево заставит слушателей и танцоров почувствовать, как будто они кипятят на земле. Слово фрево используется как для музыки, так и для танца. Танец был вдохновлен движениями капоэйры.
Фрево включает в себя более сотни строго определённых шагов, прыжков в высоту и прочие трюки.

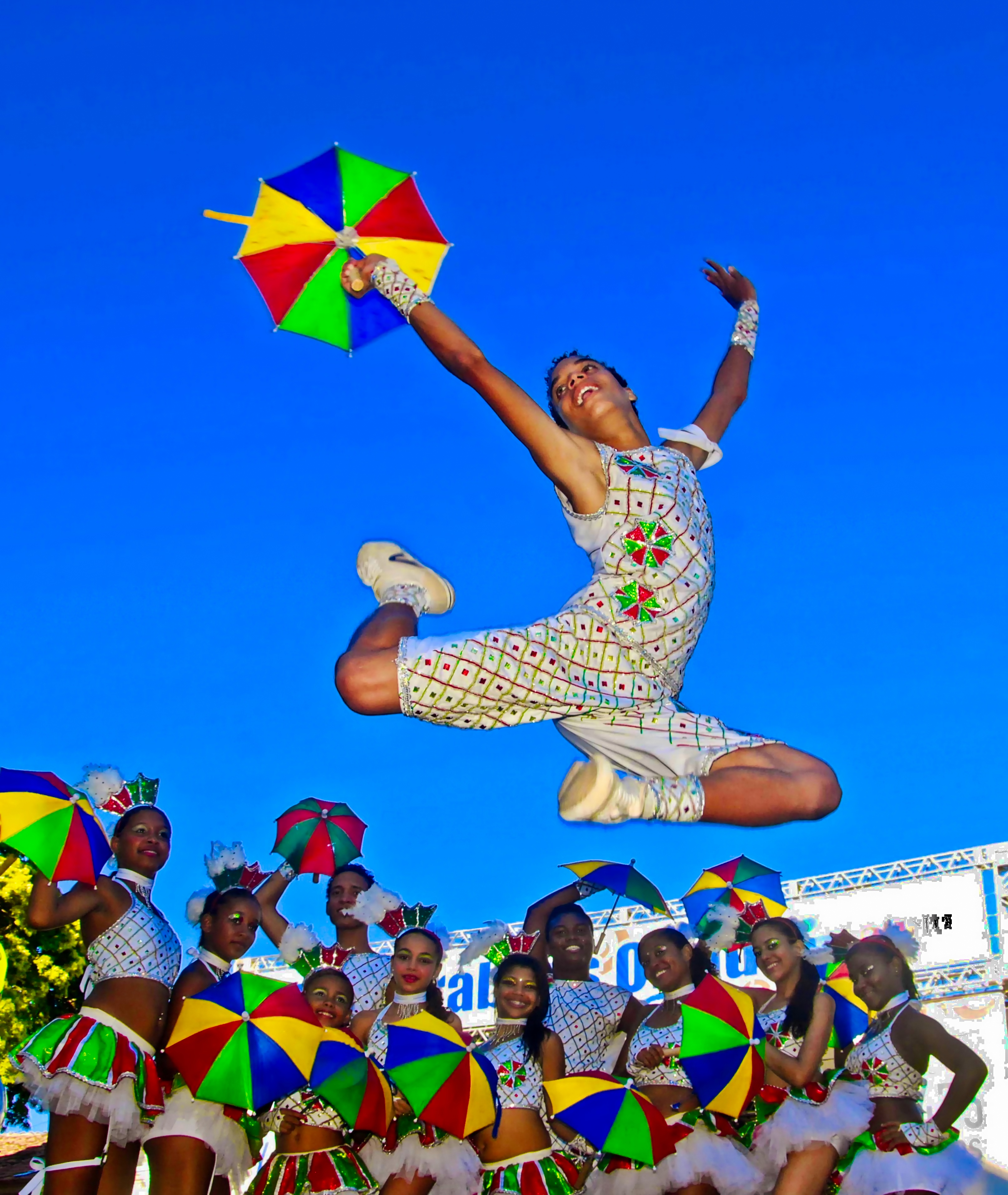

В 2012 году ЮНЕСКО включила фрево в Список нематериального культурного наследия.

## Происхождение Фрево
Изначально существовал музыкальный стиль фрево. К концу 19 века отряды бразильских армейских полков, базирующиеся в городе Ресифи, начали традицию проводить парады во время карнавала. Поскольку карнавал первоначально ассоциировался с религией, военные духовые оркестры «отряды» исполняли в основном религиозную и военную музыку. Во время карнавала танцоры соревновались друг с другом. Впереди обычно шли бойцы-капоэйристы, которые запугивали ножами. Эти бои обычно заканчивались ранеными и даже убитыми. Чтобы положить конец насилию, полиция начала преследовать бойцов-капоэйристов. В итоге, капоэйристы начали использовать зонтик (внутри которого был нож) в качестве элемента защиты, а свои движения и удары сопровождали музыкой в стиле марша, превращая в «проходы» — это и есть основные шаги фрево. Сегодня зонтик является украшением, которое подчеркивает танец и является одним из главных символов карнавала в штате Пернамбуку.